# Volley-ball en France
Cet article traite de divers aspects du volley-ball en France.

## Organisation
Le volley-ball est géré en France par la fédération française de volley-ball (FFVB) fondée en février 1936. Elle compte 222 208 licenciés pour la saison 2023,. L'élite professionnelle est placée sous l'autorité Ligue nationale de volley, fondée en 1987, à la suite du mondial organisé en France et un titre de vice-champion d'Europe en 1986. En 1991, elle prend en main les deux premières divisions masculines et la première division féminine. À l'image de tous les autres sports français dotés d'une ligue nationale professionnelle, cette dernière dépend de la fédération ; elle est autonome mais pas indépendante. D'abord nommée « Ligue Promotionnelle de Volley-Ball », elle adopte son nom actuel en 1999.
Les équipes de France, masculine et féminine, représentent la France dans les compétitions internationales. 
Pour les clubs, le championnat de France se tient depuis 1938. Aujourd'hui, les principales compétitions masculines sont la Ligue A, la Ligue B et la Coupe de France. Chez les femmes, les principales compétitions sont Ligue A F et la Coupe de France.

## Histoire
Le volley-ball est introduit en France en 1917-1918 par les soldats américains venus pour prendre part à la Grande Guerre. Durant l'été 1919, le volley-ball est au programme des jeux inter-alliés qui se tiennent au Stade Pershing à Paris.
À partir de 1924, le volley-ball devient un sport en vogue sur les plages françaises et dans les camps de naturistes. À la même période, des réfugiés russes fuyant la Révolution russe et notamment membres de l'Action chrétienne des étudiants russes montent des clubs dans l'Hexagone et mettent en avant le caractère athlétique du jeu.
Les premières compétitions françaises se tiennent à partir de 1929 : FSGT, associations russes et clubs de plage. En 1931, les premières équipes féminines se forment.
La fédération française est fondée en février 1936. Cette dernière met en place le premier championnat de France en 1938. Quatre clubs parisiens y participent. Le premier match international (non-officiel) de l'équipe de France masculine a lieu également en 1938 : la Grèce bat la France 3 sets à 2 au Stade Pierre-de-Coubertin à Paris.
Le premier championnat de France féminin se tient en 1941.
Le volley-ball devient à la suite des Jeux olympiques de Tokyo 2020, le cinquième sport collectif français à avoir au moins une de ses deux sélections (masculine, féminine) championne olympique.

## Niveau
| Niveau | Gestion | Championnat masculin                                                                                              | Championnat féminin                                                                                               |
| 1      | LNV     | Ligue A 13 clubs Statut professionnel                                                                             | Ligue A 14 clubs Statut professionnel                                                                             |
| 2      | LNV     | Ligue B 10 clubs Statut professionnel                                                                             | |
| 3      | FFV     | Élite masculine 2 poules de 9 clubs Statut semi-professionnel                                                     | Élite féminine 2 poules de 10 clubs Statut semi-professionnel                                                     |
| 4      | FFV     | Nationale 2 4 poules de 11 clubs                                                                                  | Nationale 2 4 poules de 11 clubs                                                                                  |
| 5      | FFV     | Nationale 3 8 poules de 10 clubs                                                                                  | Nationale 3 7 poules de 10 clubs                                                                                  |
| 6      | LRV     | 18 Ligues régionales avec une Pré-nationale.                                                                      | 18 Ligues régionales avec une Pré-nationale.                                                                      |
| 7      | LRV     | 12 Ligues régionales avec, chacune une Régionale ou Régionale 2.                                                  | 12 Ligues régionales avec, chacune une Régionale ou Régionale 2.                                                  |
| 8      | LRV     | 3 Ligues régionales avec, chacune une Régionale 3.                                                                | 3 Ligues régionales avec, chacune une Régionale 3.                                                                |
| 9      | CDV     | Comités Départementaux, avec une Pré-régionale ou Départemental 1, et plusieurs niveaux suivant les départements. | Comités Départementaux, avec une Pré-régionale ou Départemental 1, et plusieurs niveaux suivant les départements. |

## Palmarès

### Équipe de France masculine
| Jeux olympiques - (2021) (2024) | Championnat du monde - (2002) | Championnat d'Europe - (2015) - (1948, 1987, 2003, 2009) - (1951, 1985) | Ligue des nations · (/Ligue mondiale) - (2015, 2017, 2022, 2024) - (2006, 2018) - (2016, 2021) |